# 阿洛伊斯·埃斯特曼
阿洛伊斯·埃斯特曼（德語：Alois Estermann，1954年10月29日—1998年5月4日），前宗座瑞士近卫队指挥官，于1998年在不明原因下在梵蒂冈城被谋杀。

## 早年生活
埃斯特曼出生在瑞士卢塞恩州的贡茨维尔。他在贝罗明斯特附近的一个农民家庭长大。1975年，他从卢塞恩的一所商学院获得商业学位。

## 生涯
1975 - 1976年，埃斯特曼就读于图恩的瑞士陆军军官培训学校。随后，他晋升为中尉，担任瑞士预备役军官。1977年，埃斯特曼在梵蒂冈的宗座瑞士近卫队中短暂服役。然后他在阿根廷生活了两年。1980年7月，他以军官的身份重新加入瑞士近卫队，之后晋升为少校（1983年）和中校（1987年）。1998年，他被任命为瑞士近卫队指挥官。

## 逝世
根据梵蒂冈官方声明，埃斯特曼和他的委内瑞拉妻子格拉迪斯·梅萨·罗梅罗（Gladys Meza Romero）于1998年5月4日被一位年轻的瑞士近卫队副下士塞德里克·托尔奈（Cédric Tornay）杀害，托尔奈随后自杀。正是在当天，埃斯特曼被任命为瑞士近卫队指挥官。
托尔奈在早前曾因违反纪律而受到斥责，后来因此事而未被授予通常在服役三年后都会被授予的奖章。托尔奈在谋杀案发生前不久写的一份便条表明，他认为埃斯特曼是一个严格执行纪律的人，并对托尔奈自己有个人偏见。:368
教宗圣若望保禄二世亲自在圣马丁和塞巴斯蒂安教堂主持了埃斯特曼的葬礼弥撒。

## 阴谋论
在接下来的几年里，这起备受瞩目的凶杀案引发了各种猜测。
阴谋论起源于一本1999年出版的书《梵蒂冈内血的谎言》Bugie di sangue in Vaticano，作者是“一群梵蒂冈教士和教友，那些无法继续以沉默认同梵蒂冈官方宣称的真相的人”。这份文件表明，埃斯特曼是在梵蒂冈高层中的主业会和大陆系共济会党派（参见Continental Freemasonry）之间的一场权利斗争中被杀害，斗争双方都试图吞并瑞士卫队。
根据法比奥·克罗齐（Fabio Croce）撰写的一篇文章，这三人都被“一名梵蒂冈的杀手”谋杀，因为据说埃斯特曼知道梵蒂冈的贩运活动（trafficks）。
在意大利记者费鲁乔·皮诺蒂（Ferruccio Pinotti）2008年出版的书籍《强大的权力》Poteri forti 中，他认为埃斯特曼于1981年多次前往波兰协调来自斯堪的纳维亚半岛的军事装备，以支持波兰反共组织团结工会。
法国记者维克多·吉塔德（Victor Guitard）和前东德秘密警察史塔西的二号人物马库斯·沃尔夫（Markus Wolf）在2004年发表了一个竞争假说《梵蒂冈秘密特工》L'Agent secret du Vatican ，宣称埃斯特曼自1979年以来一直是斯塔西的特工。
英国记者约翰佛兰（John Follain）进行了大量的采访，并在2006年出版了书籍《秘密之城：梵蒂冈谋杀案背后的真相》City of Secrets: The Truth behind the murders at the Vatican。佛兰驳斥有关三人被外部第四方谋杀或埃斯特曼是前东德政府的间谍的猜测；佛兰的调查表明，托尔奈确实在自己自杀之前杀死了埃斯特曼和他的妻子。据说，托尔奈认为瑞士卫队的运作方式过时，并对在卫队中讲德语的瑞士人占支配地位感到气愤；根据佛兰的说法，托尔奈曾经追求埃斯特曼，两人有过一段短暂的同性恋恋情，但当托尔奈意识到埃斯特曼与另一名卫队成员背叛了他时，他们的关系恶化并争吵。佛兰表示，埃斯特曼与主业会活动的密切联系，以及他最终拒绝授予托尔奈三年服役当之无愧奖章，导致托尔奈进一步的沮丧以及最终决定杀死埃斯特曼。
加利福尼亚圣玛丽学院政治系教授大卫·阿尔瓦雷斯（Prof. David Alvarez）在2011年出版的书籍中总结了各种阴谋论，表示这些论点都“要么未经证实，要么已完全不可信”。:368